# Вермилион (Алберта)
Вермилион (енгл. Vermilion) је варошица у централном делу канадске провинције Алберта. Смештена је на раскрсници регионалних ауто-путева 16 и 41 на око 60 км западно од града Лојдминстера и око 192 км источно од главног града провинције Едмонтона. 
Кроз варош протиче река Вермилион, која је притока Северног Саскачевана. 
Први значајнији талас досељеника у ово подручје догодио се 1902. године (британски и украјински емигранти), а већ две године касније у близини данашњег насеља основана је и прва пошта, а 1905. и железничка станица. Већ почетком 1906. Вермилион је добио статус села, а крајем исте године и статус варошице.
Име града потиче од црвенкасте глине (вермилион значи румен или црвенкаст) која се може пронаћи у речном кориту оближње реке. И управо је та глина послужила као основна сировина код отварања циглане 1906. године. С обзиром на плодно преријско тло у околини, у вароши је још 1913. отворен пољопривредни колеџ, прва виша школа те врсте у провинцији. 
Према подацима пописа из 2011. у самој варошици је живело 3.930 становника што представља благи пад од 2,6% у односу на попис из 2006. када је регистровано 4.036 житеља.
Локалне новине The Vermilion Standard непрекидно се издају још од 1909. године. 

## Становништво
| 2011. |
| ----- |
| 3.930 |